# Autheuil (Orne)
Autheuil és un municipi francès situat al departament de l'Orne i a la regió de Normandia. L'any 2007 tenia 143 habitants.

## Demografia

### Població
El 2007 la població de fet d'Autheuil era de 143 persones. Hi havia 65 famílies de les quals 20 eren unipersonals (12 homes vivint sols i 8 dones vivint soles), 20 parelles sense fills i 25 parelles amb fills.
La població ha evolucionat segons el següent gràfic:
Habitants censats

### Habitatges
El 2007 hi havia 121 habitatges, 64 eren l'habitatge principal de la família, 52 eren segones residències i 5 estaven desocupats. Tots els 121 habitatges eren cases. Dels 64 habitatges principals, 56 estaven ocupats pels seus propietaris, 6 estaven llogats i ocupats pels llogaters i 2 estaven cedits a títol gratuït; 5 tenien dues cambres, 16 en tenien tres, 16 en tenien quatre i 27 en tenien cinc o més. 45 habitatges disposaven pel capbaix d'una plaça de pàrquing. A 32 habitatges hi havia un automòbil i a 30 n'hi havia dos o més.

### Piràmide de població
La piràmide de població per edats i sexe el 2009 era:
| Homes | Edats   | Dones |
| ----- | ------- | ----- |
| 0     | 95 o +  | 0     |
| 0     | 90 a 94 | 0     |
| 0     | 85 a 89 | 0     |
| 4     | 80 a 84 | 0     |
| 4     | 75 a 79 | 0     |
| 4     | 70 a 74 | 12    |
| 0     | 65 a 69 | 4     |
| 4     | 60 a 64 | 4     |
| 8     | 55 a 59 | 0     |
| 8     | 50 a 54 | 8     |
| 0     | 45 a 49 | 4     |
| 4     | 40 a 44 | 0     |
| 8     | 35 a 39 | 8     |
| 0     | 30 a 34 | 4     |
| 0     | 25 a 29 | 4     |
| 8     | 20 a 24 | 0     |
| 12    | 15 a 19 | 4     |
| 4     | 10 a 14 | 16    |
| 4     | 5 a 9   | 0     |
| 4     | 0 a 4   | 0     |

## Economia
El 2007 la població en edat de treballar era de 88 persones, 54 eren actives i 34 eren inactives. De les 54 persones actives 46 estaven ocupades (32 homes i 14 dones) i 8 estaven aturades (3 homes i 5 dones). De les 34 persones inactives 18 estaven jubilades, 5 estaven estudiant i 11 estaven classificades com a «altres inactius».

### Ingressos
El 2009 a Autheuil hi havia 69 unitats fiscals que integraven 146 persones, la mediana anual d'ingressos fiscals per persona era de 16.305 €.

### Activitats econòmiques
Dels 7 establiments que hi havia el 2007, 3 eren d'empreses de comerç i reparació d'automòbils i 4 d'empreses de serveis.
L'únic establiment comercial que hi havia el 2009 era una botiga de menys de 120 m².
L'any 2000 a Autheuil hi havia 6 explotacions agrícoles.

## Poblacions més properes
El següent diagrama mostra les poblacions més properes.